# Zoran Erceg
Zoran Erceg, en serbio: Зоран Ерцег es un exjugador de baloncesto serbio nacido el 11 de enero de 1985, en Pakrac, RFS Yugoslavia. Con 2.11 de estatura, jugaba en la posición de ala-pívot.

## Equipos
- 2002-2003  Becej
- 2003-2004  Reflex Belgrado
- 2004-2005 KK Borac Čačak
- 2005-2008 FMP Železnik
- 2008-2009 Olympiacos BC
- 2008-2009 Maroussi BC
- 2009-2010 Panionios BC
- 2010-2011 Olympiacos BC
- 2011-2012 Beşiktaş Cola Turka
- 2011-2013 CSKA Moscú
- 2013-2015 Galatasaray